# Lithocarpus solerianus
Lithocarpus solerianus là một loài thực vật có hoa trong họ Cử. Loài này được (Vidal) Rehder mô tả khoa học đầu tiên năm 1919.